# Bystrovany
Bystrovany (Duits: Bystrowan en Bistrowan) is een Moravische gemeente in de Tsjechische regio Olomouc, en maakt deel uit van het district Olomouc. Bystrovany telt 991 inwoners (2023). Op het grondgebied van de gemeente bevindt zich een spoorweghalte Bystrovany aan de spoorlijn van Olomouc naar Opava. De gemeente neemt deel aan de samenwerkingsverbanden Mikroregion Olomoucko en Sdružení obcí mikroregionu Bystřička.

## Geschiedenis
- 1277 – De eerste schriftelijke vermelding van Bystrovany.
- 1848 – Bystrovany wordt een gemeente.
- 1975 – Bystrovany wordt opgenomen in Olomouc.
- 1993 – Bystrovany wordt als gemeente weer onafhankelijk.[1]

## Aanliggende gemeenten
| Aangrenzende gemeenten | Aangrenzende gemeenten | Aangrenzende gemeenten | Aangrenzende gemeenten | Aangrenzende gemeenten |
| ---------------------- | ---------------------- | ---------------------- | ---------------------- | ---------------------- |
|                        |                        |                        |                        | Bukovany               |
|                        |                        |                        |                        |                        |
| Olomouc                |                        |                        |                        |                        |
|                        |                        |                        |                        |                        |
|                        |                        |                        |                        | Velká Bystřice         |

Babice · Bělkovice-Lašťany · Bílá Lhota · Bílsko · Blatec · Bohuňovice · Bouzov · Bukovany · Bystročice · Bystrovany · Červenka · Charváty · Cholina · Daskabát · Dlouhá Loučka · Dolany · Doloplazy · Domašov nad Bystřicí · Domašov u Šternberka · Drahanovice · Dub nad Moravou · Dubčany · Grygov · Haňovice · Hlásnice · Hlubočky · Hlušovice · Hněvotín · Hnojice · Horka nad Moravou · Horní Loděnice · Hraničné Petrovice · Huzová · Jívová · Komárov · Kozlov · Kožušany-Tážaly · Krčmaň · Křelov-Břuchotín · Liboš · Lipina · Lipinka · Litovel · Loučany · Loučka · Luběnice · Luká · Lutín · Lužice · Majetín · Medlov ·
Měrotín · Město Libavá · Mladeč · Mladějovice · Moravský Beroun · Mrsklesy · Mutkov · Náklo · Náměšť na Hané · Norberčany · Nová Hradečná · Olbramice · Olomouc · Paseka · Pňovice · Přáslavice · Příkazy · Řídeč · Samotišky · Senice na Hané · Senička · Skrbeň · Slatinice · Slavětín · Štarnov · Štěpánov · Šternberk · Strukov · Střeň · Suchonice · Šumvald · Svésedlice · Těšetice · Tovéř · Troubelice · Tršice · Újezd · Uničov · Ústín · Velká Bystřice · Velký Týnec · Velký Újezd · Věrovany · Vilémov · Vojenský újezd Libavá · Želechovice · Žerotín